# Joël Atsé N’cho
Joël Atse (5 juni 1983, Abidjan)  is een Ivoriaans Internationaal Grootmeester dammen. 
Hij werd Ivoriaans kampioen in 2009, 2010,  2016, 2018 en 2021 en Afrikaans kampioen in 2012 en 2018. 
Hij nam 5x deel aan het wereldkampioenschap met als beste prestaties de 6e plaats in 2017. 

## Deelname aan hetwereldkampioenschap
| Jaar | Locatie      | Klassering | Score | W-R-V  |
| ---- | ------------ | ---------- | ----- | ------ |
| 2013 | Oefa         | 8          | 11-10 | 3-4-4  |
| 2015 | Emmen        | 7          | 19-21 | 3-15-1 |
| 2017 | Tallinn      | 6          | 11-11 | 1-9-1  |
| 2019 | Yamoussoukro | 8          | 19-21 | 5-11-3 |
| 2021 | Tallinn      | 12         | 11-8  | 0-8-3  |